# VK公司
VK，在2021年10月12日之前被称为Mail.ru集團，是一家俄罗斯互联网公司。它于1998年开始提供电子邮件服务。 VK运营着俄羅斯三大社交网站，它們分別是VK、Odnoklassniki以及Moi Mir。此外即时通讯服務Mail.ru Agent和ICQ以及电子邮件服务和互联网门户网站Mail.ru也由VK公司運營。2021年10月，Mail.ru集团更名為VK。

## 來源
1. ↑  . （原始内容存档于22 October 2008） （俄语）.
2. ↑  comScore. Which Sites Capture The Most Screen Time in Russia? （页面存档备份，存于）
3. ↑  . Reuters. 16 September 2014  [27 November 2014]. （原始内容存档于2020-06-21）.
4. ↑  comScore. Russians Spend over 6 hours a Month on Odnoklassniki （页面存档备份，存于）
5. ↑  .   [2022-03-09]. （原始内容存档于2021-02-05）.
6. ↑  Mail.ru Group сменит название на VK - Экономика и бизнес （页面存档备份，存于） - ТАСС

## 外部鏈接
- 官方网站